# Тип 80 ASM-1
Тип 80 (яп. 80式空対艦誘導弾 80 сики ку: тайкан ю:до:дан, «авиационная противокорабельная управляемая ракета типа 80» (англ. Type 80 Air-to-Ship Missile); ASM-1 (англ. Air-to-Ship Missile)) — противокорабельная ракета, разработанная японской фирмой Mitsubishi Heavy Industries и принятая на вооружение сил самообороны Японии в 1980 году.

## Модификации

### ASM-1
Базовая модификация ракеты. Ракета выполнена по нормальной аэродинамической схеме и оснащена РДТТ. Разработка начата в 1973 году. Лётные испытания проводились в 1977—1979 годах. Производство начато в 1980 году. В эксплуатации с 1982 года. Противокорабельная ракета авиационного базирования, предназначенная для вооружения самолётов F-1 и F-2.

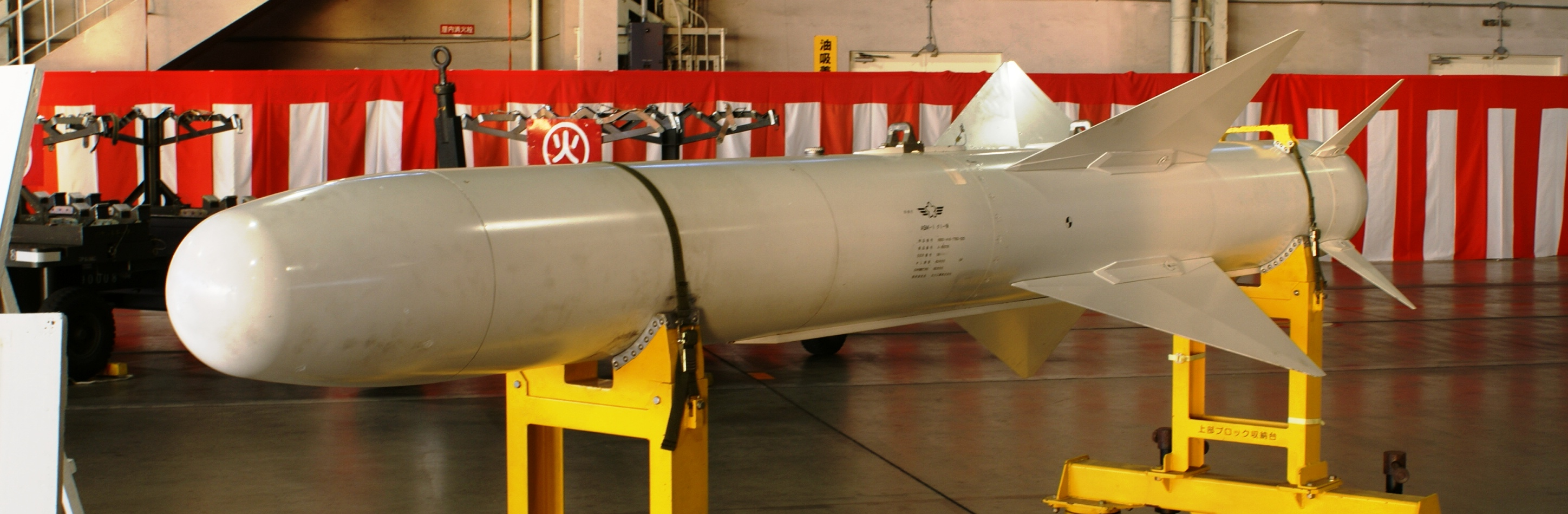
Тип-80 (ASM-1)

### SSM-1
Тип-88 (англ. Surface-to-Ship Missile или SSM-1, иногда встречается обозначение SSM-1A) — ракета для берегового противокорабельного ракетного комплекса. Создана как модификация ракеты ASM-1. Основные отличия — замена РДТТ на ТРД и добавление стартового ускорителя. Ракета оснащается ТРД TJM-2 фирмы Mitsubishi. Двигатель имеет массу 45 кг и развивает тягу 200Н. Разработка начата в 1981 году. Первый прототип собран в 1983 году. Лётные испытания в Японском море были начаты в июле 1986 года. Испытания комплекса (шестиконтейнерная пусковая установка на шасси трёхосного грузовика повышенной проходимости) были завершены в декабре 1987 года, в 1988 финансовом году были заказаны первые 6 пусковых установок, всего в 1988 - 1992 гг. планировалось приобрести 54 пусковые установки и сформировать три ракетных дивизиона на острове Хоккайдо (на вооружении которых должно было находиться 384 ракеты). Принята на вооружение в 1988 году. 
Пусковая установка представляет собой автомобиль с шестью транспортно-пусковыми контейнерами. Время развёртывания батареи из походного положения в боевое (запуск ракет производится из наклонного положения контейнера) — 45 мин. Пуск всех шести ракет может производиться одним залпом с интервалом между ракетами в 2 секунды. В состав огневой группы входит четыре батареи по четыре ПУ ПКР SSM-1 в каждой. Огневая группа состоит из 55 машин — 44 машины с пусковыми установками, командно-штабная машина, две РЛС и восемь машин станций радиорелейной связи). Батареи SSM-1 являлются основными ударными подразделениями сил береговой обороны Японии. . Сообщается о производстве 580 ракет и 80 пусковых установок, сведённых в пять групп (каждая по 16 ПУ).

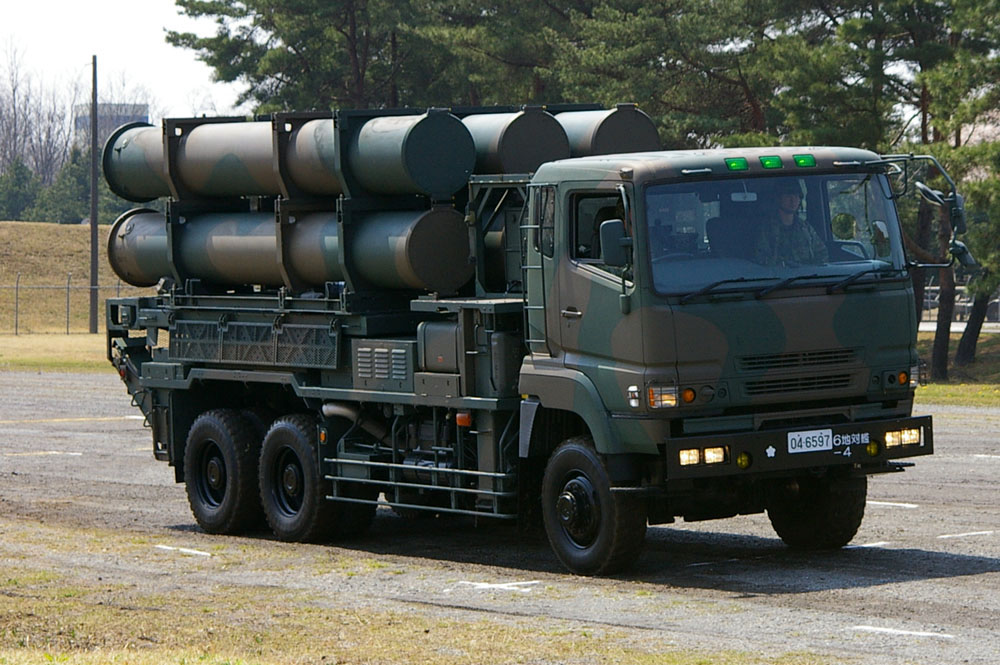
Пусковая установка на марше
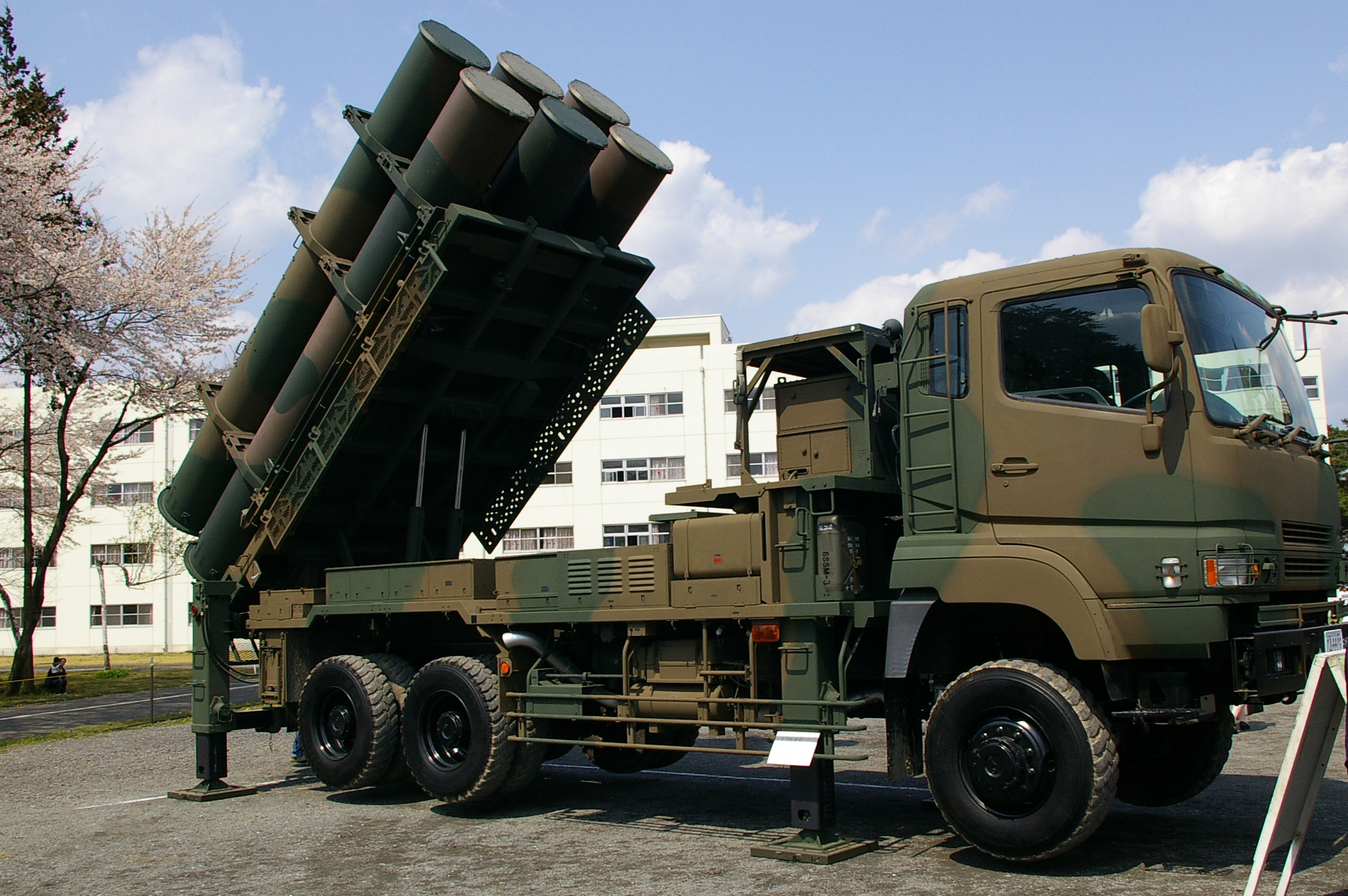
Пусковая установка в боевом положении
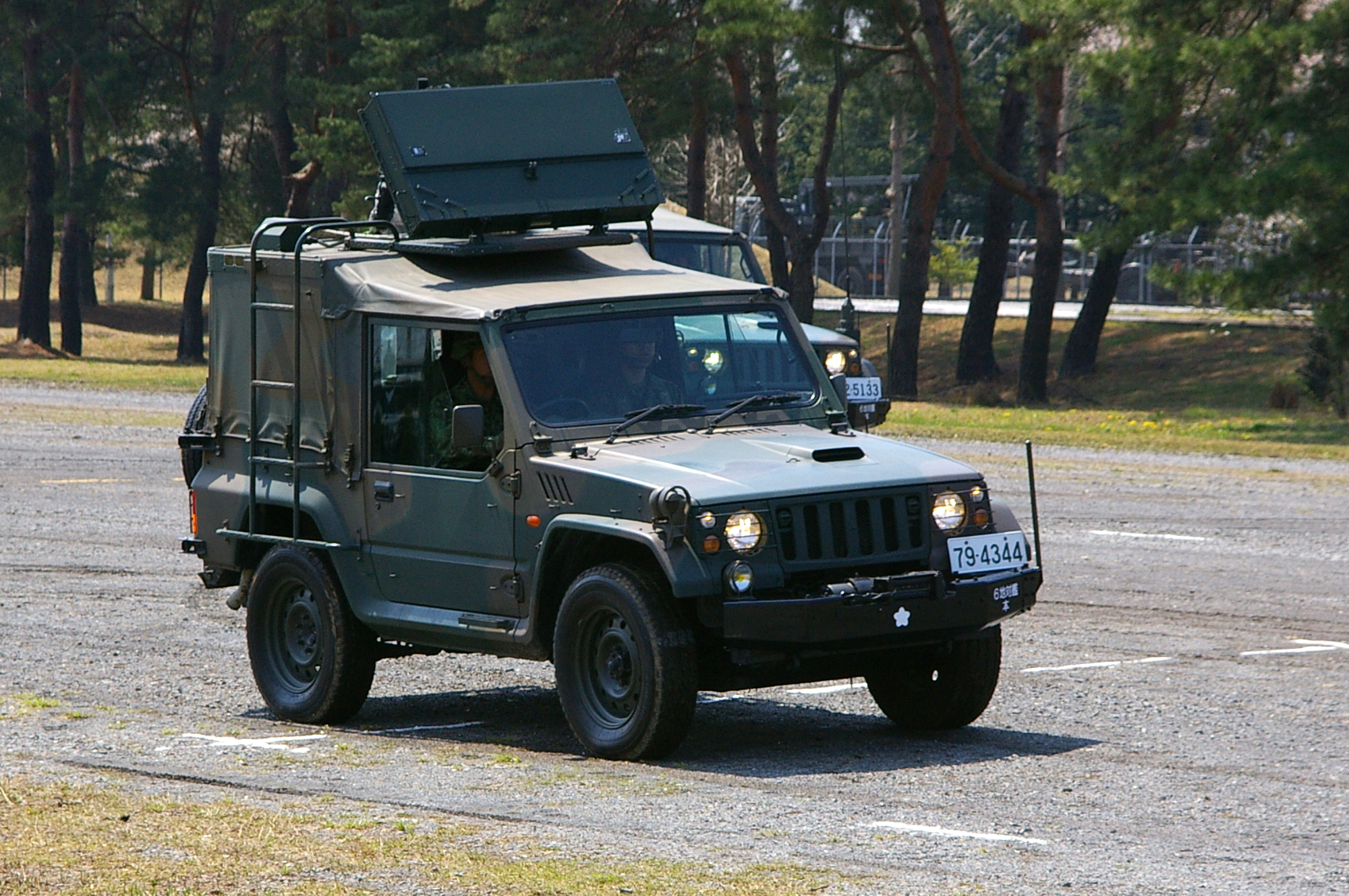
РЛС комплекса

### SSM-1B

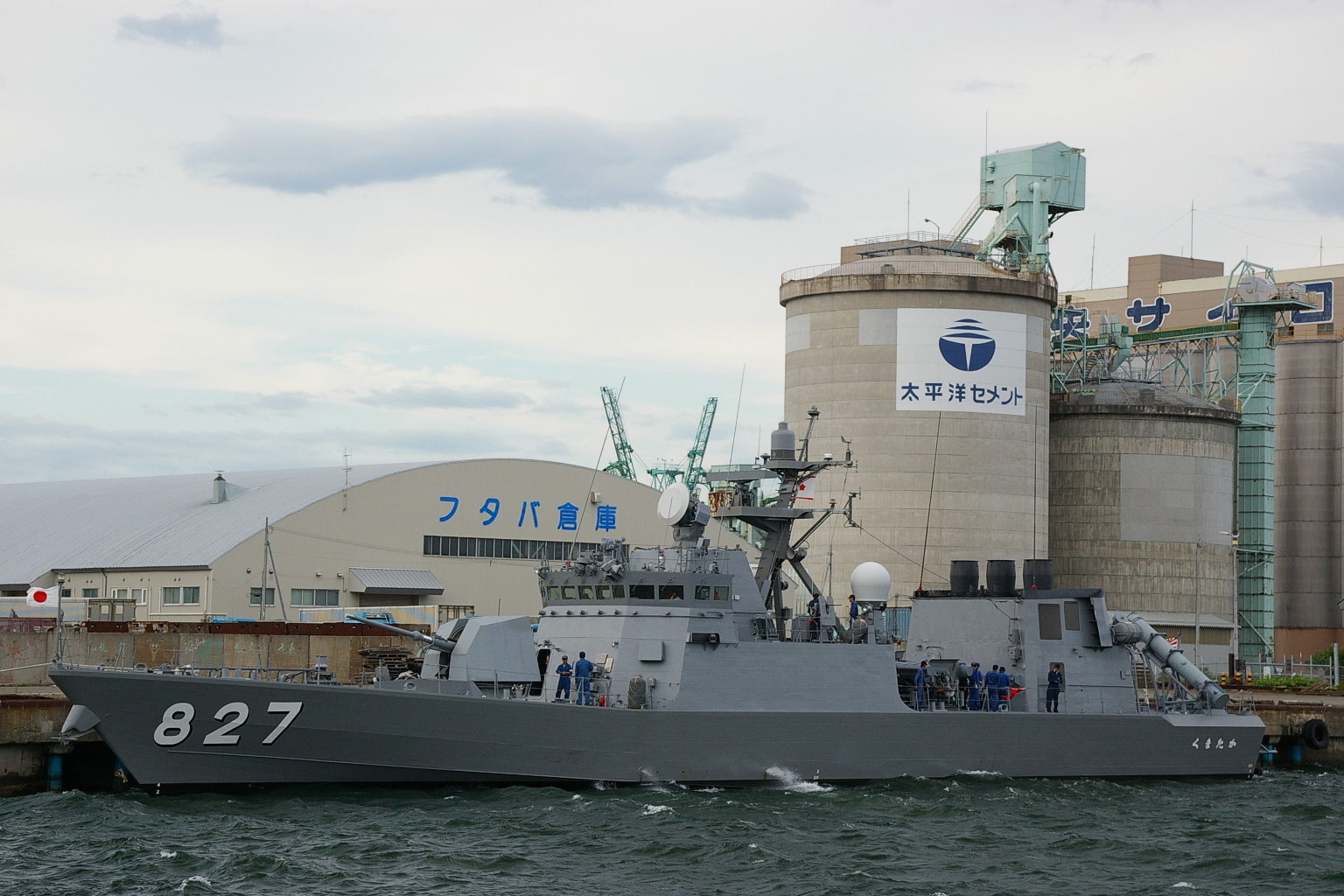
Патрульный катер PG-827 Kumataka типа Hayabusa. На корме видны ПУ ракет SSM-1B

Тип-90 (SSM-1B) — разрабатывалась как корабельная модификация ракеты SSM-1. Предназначена для замены в Японских ВМС американских ракет Гарпун. О существенных отличиях от прототипа (SSM-1) не сообщалось. С 1990 года поступает на вооружение кораблей. Носителями ПКР являются эсминцы типа Takanami, Murasame, Kongo и патрульные катера типа Hayabusa. В 1994 году частям береговой обороны были поставлены первые 40 ракет и 10 пусковых установок.

### ASM-1C
Тип-91 (ASM-1C) — авиационный вариант ракеты SSM-1, предназначенный для вооружения самолётов базовой патрульной авиации P-3C.

### ASM-2

Эскиз противокорабельной ракеты ASM-2

Тип-93 (ASM-2) — модификация ракеты ASM-1C с ИК ГСН.

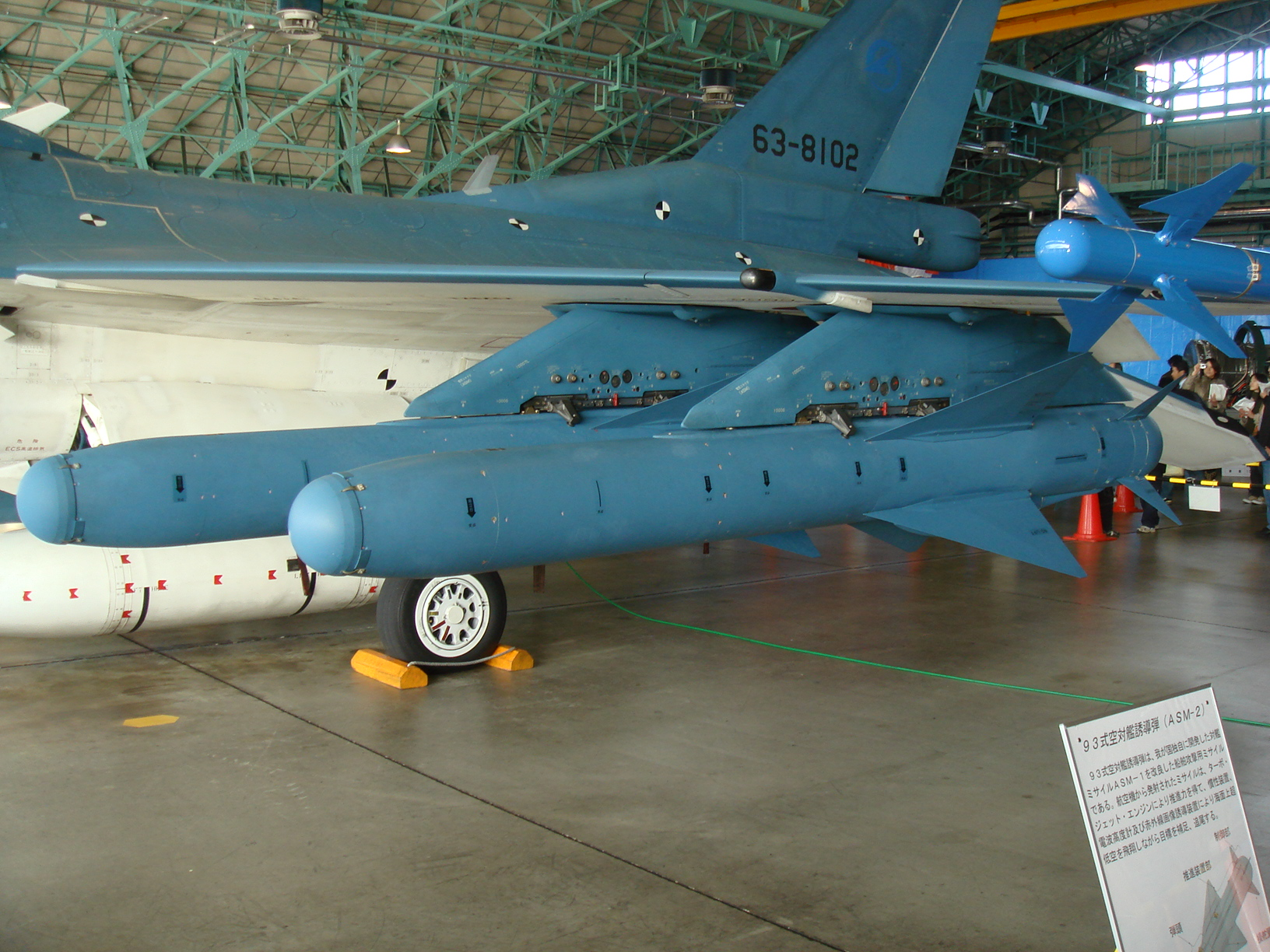
Тип-93 (ASM-2)

### ASM-2B
Тип-93+ (ASM-2B) — Добавление в АSМ-2 GPS индукцию.

### SSM-2
Тип-12 (SSM-2) — С 1994 года ведутся разработки нового противокорабельного комплекса XSSM-2. Ракета SSM-2 предназначена для вооружения береговых батарей и представляет собой вариант ракеты ASM-2 со стартовым ускорителем. Ориентировочная стоимость программы 18.6 млн долларов США. Ракета должна иметь дальность стрельбы до 250 км и иметь вертикальную схему старта ракет.

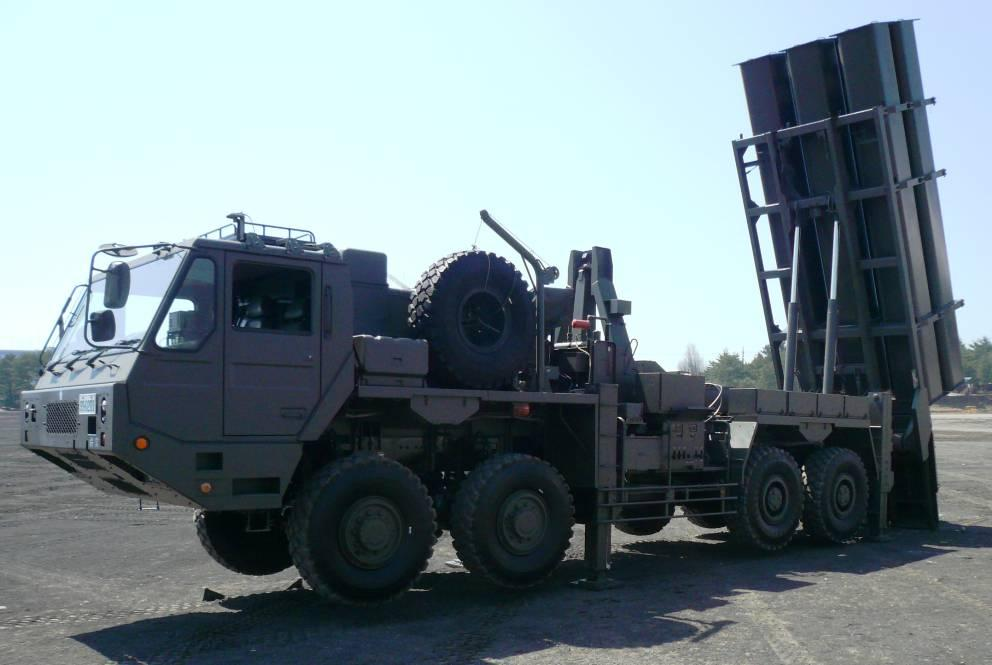
Тип-12 (SSM-2)

## Тактико-технические характеристики
| ТТХ                        | ASM-1 Тип 80 | SSM-1 Тип 88 | SSM-1B Тип 90 | ASM-1C Тип 91 | ASM-2 Тип 93 | SSM-2 Тип 12    |
| -------------------------- | ------------ | ------------ | ------------- | ------------- | ------------ | --------------- |
| Год принятия на вооружение | 1980         | 1988         | 1990          | 1991          | 1993         | 2012            |
| Носитель                   | самолёт      | БПРК         | корабль       | самолёт       | самолёт      | БПРК            |
| Длина, м                   | 3,95         | 5,00         | 5,00          | 3,95          | 3,95         | 5,00            |
| Диаметр корпуса, м         | 0,35         | 0,35         | 0,35          | 0,35          | 0,35         | 0,35            |
| Размах крыла, м            | 1,2          | 1,16         | 1,16          | 1,16          | 1,16         | 1,16            |
| Масса без ускорителя, кг   | 610          |              |               |               | 530          |                 |
| Масса c ускорителем, кг    |              | 661          | 661           |               |              | 700             |
| Скорость полёта, число М   | 0,9          | 0,9          | 0,9           | 0,9           | 0,9          | 0,9             |
| дальность пуска            | 50           | 150          | 150           | 150           | 180          | 250             |
| Двигатель                  | РДТТ         | ТРД          | ТРД           | ТРД           | ТРД          | ТРД             |
| Система наведения          | ИНС+АРЛ ГСН  | ИНС+АРЛ ГСН  | ИНС+АРЛ ГСН   | ИНС+АРЛ ГСН   | ИНС+ИК ГСН   | ИНС+GPS+АРЛ ГСН |
| Масса боевой части, кг     | 150          | 225          | 260           | 220           | 220          | 250             |

## Операторы
Япония 100